# Real Academia de la Lengua y Literatura Neerlandesa

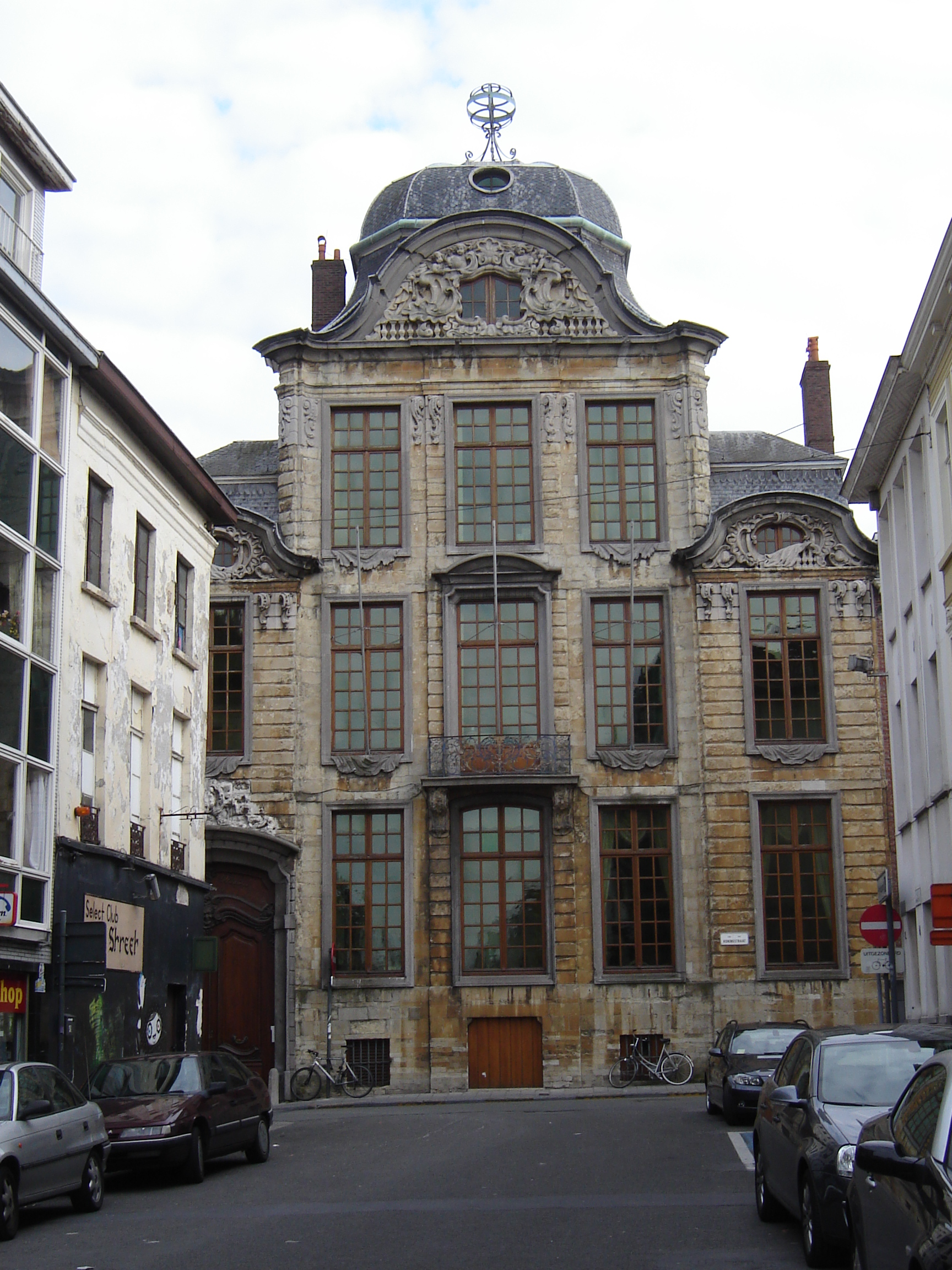
Sede de la Real Academia de la Lengua y Literatura Neerlandesa

La Real Academia de la Lengua y Literatura Neerlandesa (en neerlandés, Koninklijke Academie voor Nederlandse Taal- en Letterkunde, KANTL) es una institución belga que estudia y promueve la lengua neerlandesa en los Países Bajos y la región de Flandes (Bélgica).
En 1981 la vigencia de la Academia fue confirmada por un decreto del Consejo para Asuntos Culturales de la comunidad cultural holandesa, predecesor del Parlamento flamenco (decreto de 13 de febrero de 1980). La KANTL es, pues, una institución de los Gobiernos holandés y flamenco. 
La Academia fue la primera institución oficial donde la lengua neerlandesa fue estudiada científicamente; su función es la coordinación entre los campos del saber científico y humanístico que se sirven de la lengua neerlandesa. 
Como hitos más importantes, destacamos que en 1938 se crearon las Reales Academias para las Ciencias y las Artes y la Real Academia de la Medicina de Bélgica. De este modo, la responsabilidad de la Academia se limitó a la lengua neerlandesa y su literatura. La Academia flamenca jugó una función importante en la emancipación flamenca y sirvió como caja de resonancia del Movimiento flamenco en la cultura y las Humanidades. Aunque en cuestiones políticas, la Academia es siempre neutra.
La Real Academia de la lengua y de la literatura neerlandesa tiene su sede en la Casa de Oombergen, calle Koningsstraat de Gante. El edificio fue restaurado en 2012.

## Miembros
La Academia se compone de 30 miembros de pleno derecho del mundo de la lengua holandesa y la literatura, los lingüistas, literatos y autores creativos. Además, hay hasta un máximo de cinco miembros asociados de otras comunidades culturales de Bélgica. La Academia también cuenta con miembros honorarios. Hay 25 miembros honorarios extranjeros y un número variable de miembros honorarios domésticos.

## Comité Administrativo
Las políticas y el funcionamiento de la Academia son determinados por el Comité Administrativo, que está formado por el presidente y el vicepresidente, secretario y dos miembros ordinarios. El Comité Administrativo formula recomendaciones para ser ratificadas por el plenario.

## Premios de la Real Academia de literatura y lengua neerlandesas
Desde su fundación, la Real Academia ha otorgado premios anuales para destacar los trabajos, escritos o investigaciones excepcionales en lengua neerlandesa. Desde 2005, se busca también premiar a los autores más destacados en el campo de la literatura y la lengua neerlandesas. Los premios se dividen en varias categorías y se otorgan anualmente de forma alternativa: ensayo, teatro, prosa y poesía.

### Ganadores del premio
- 2016 Ilja Leonard Pfeijffer (prosa)
- 2015 Leonard Nolens (poesía)
- 2014 Herman Brinkman (lengua y literatura)
- 2013 Eric de Kuyper (ensayo)
- 2012 Tom Lanoye (teatro)
- 2011 Arnon Grunberg (prosa)
- 2010 Leo Vroman (poesía)
- 2009 Helmut Tervooren (lengua y literatura)
- 2008 Stefan Hertmans (ensayo)
- 2007 David van Reybrouck (teatro)
- 2006 Stefan Brijs (prosa)
- 2005 Gerrit Kouwenaar (poesía)
- 2004 Louis Peter Grijp (lengua y literatura)
- 2003 Jan de Roder (ensayo)